# Molossus (cão)
O molossus (em grego:  Μολοσσὸς) foi um tipo de cão extinto, originário da tribo dos Molossos na região do Épiro na Grécia Antiga, utilizado primariamente como cão guardião de gado. Um de seus possíveis descendentes mais próximos, o raro e rústico cão Molosso-de-Épiro (Μολοσσός της Ηπείρου), conserva enorme semelhança com a estátua que representa o cão molossus, exposta no Museu Britânico.
O nome desse tipo de cães foi historicamente utilizado por escritores cinólogos como uma classificação para raças de cães com físicos robustos, considerados de raças de características molossóides.

## História
Esta antiga raça de cão extinta é comumente considerada o antepassado (em rivalidade com o alaunt, o cão dos Alanos) de todos os cães de tipo mastim atuais e de muitas outras raças modernas. Cães do tipo mastim são muitas vezes referidos como cães molossos ou molossóides. O molossus é uma das raças mais conhecidas da antiguidade greco-romana; no entanto, as suas características físicas e função são discutidas apesar da mesma ser citada e descrita por vários autores da antiguidade à exemplo de Columela.  
Embora a raça molossus não exista mais, esta grande raça antiga foi um ancestral importante de raças modernas, como o Mastim Inglês, São-Bernardo, Mastim dos Pirenéus, Rottweiler, Dogue Alemão, Terra-Nova, Grande Boiadeiro Suíço, mastim tibetano e o bernese. 

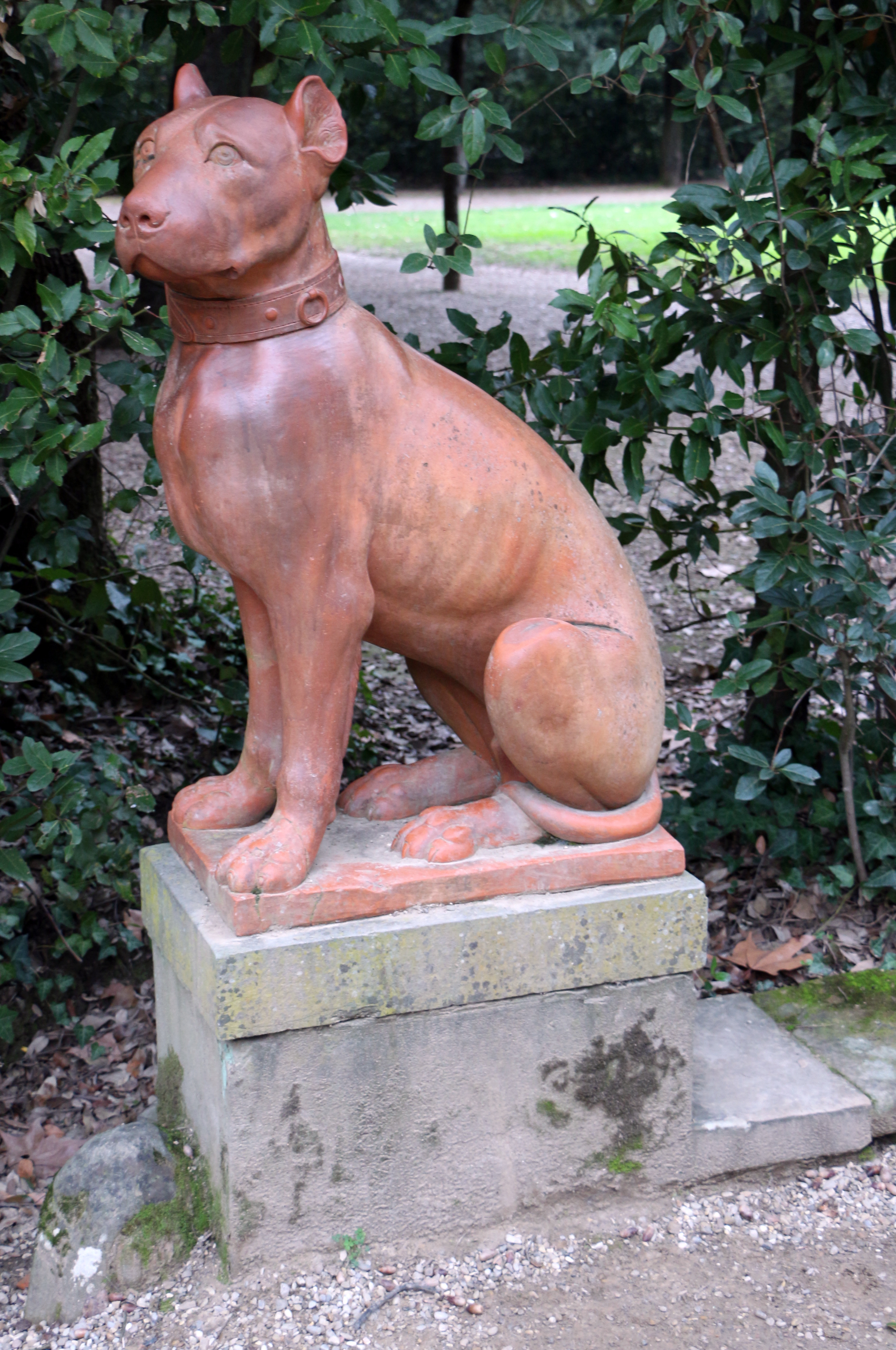
Cão molossóide feito de terracota. Estátua nos Jardins de Boboli, Florença, Itália. Século XV.

Alguns estudiosos  afirmam que o molossus era um cão usado pelos gregos antigos para o combate. Eles descrevem-no como tendo um grande e curto focinho e uma barbela pesada(similar aos mastins modernos que foi usado para combater tigres, leões, elefantes e homens em batalhas. A cópia romana de uma escultura original grega de um cão de guarda (conhecido como o cão Jennings) é geralmente considerado para representar um molossus e pode ser visto no Museu Britânico. Outros estudiosos  argumentam que era principalmente um cão leve, usado para a caça e pastoreio com características físicas mais parecidas com galgos ou, possivelmente, com pitbulls. 
A maioria dos estudiosos concorda que o molossus originou-se com o povo de Molossos nas regiões montanhosas do noroeste da Grécia Antiga e do sul da Albânia. O povo molosso era famoso por seus cães ferozes, que foram utilizados pelos pastores da região do Epiro nas montanhas do noroeste da Grécia para proteger seus rebanhos. O poeta Grattius, um contemporâneo de Ovídio, escreveu: ...quando um trabalho sério vinha, quando bravura deveria ser mostrada, e o impetuoso deus-guerra chamava no maior perigo, então você não podia deixar de admirar tanto os famosos Molossus. A raça era nativa da Grécia e do resto dos Bálcãs. 
Mais tarde espalhou-se para a Itália e outros lugares no mundo grego colonizando por povos helênicos. Virgílio diz que na Grécia Antiga os cães molossus mais pesados foram muitas vezes usados pelos gregos e romanos para a caça (canis venaticus) e para vigiar a casa e rebanhos (canis pastoralis). Nunca, com estes cães em guarda, diz Virgílio, você precisará temer por suas barracas de um ladrão da meia-noite, ou ataque de lobos, ou bandoleiros ibéricos em suas costas. Aristóteles os menciona na história dos animais e elogia sua bravura e superioridade física. A raça molossus foi certamente um grande cão semelhante aos mastins que conhecemos hoje.
O nome da raça foi usado para nomear um pequeno morcego molossus e, por sua vez, a família Molossidae.